# Plewinka

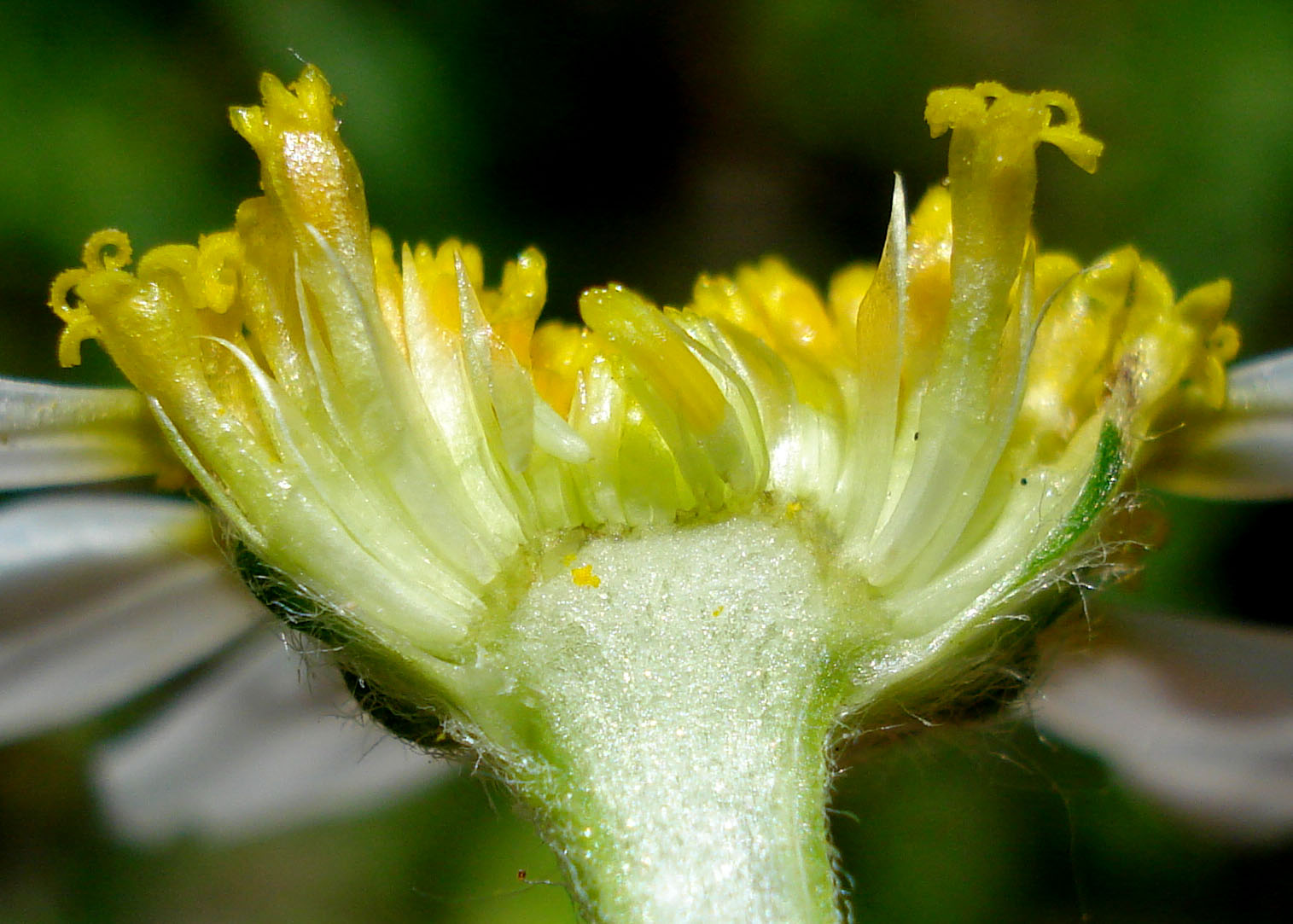
Z dna koszyczka rumiana polnego wyrastają żółte kwiaty rurkowate i błoniaste, wąskolancetowate plewinki

Plewinka (łac. bracteola, ang. disk scale, chaffy bract) – łuseczka wyrastająca u podstawy kwiatów na dnie niektórych koszyczków u roślin z rodziny astrowatych.  Jej morfologia ma duże znaczenie przy oznaczaniu niektórych gatunków roślin.